# Eva Mihóková
Eva Mihóková je česká fyzička působící ve Fyzikálním ústavu AV ČR a FJFI ČVUT. Je externí členkou vědecké rady MFF UK. Její specializace jsou luminisceční a scintilační materiály, procesy přenosu a záchytu energie, fyzika defektů, nanokrystaly a nanoagregáty a  numerické modelování.
Ve Fyzikálním ústavu AV ČR působí od roku 1989, nejprve jako postgraduální student, od roku 1996 na pozici vědeckého pracovníka a od roku 2004 jako vedoucí vědecký pracovník. V letech 2003, 2006 a 2008–2011 působila na Clarkson University v USA a University of Milan-Bicocca v Itálii. Na docentku se habilitovala v roce 2018.
V roce 2002 získala Prémii Otto Wichterleho za vynikající výsledky mladým výzkumníkům. Byla členkou týmu, který v roce 2003 získal cenu Akademie věd ČR za vynikající výsledky velkého vědeckého významu, a to za fyzikální popis a optimalizaci monokrystalu PbWO4, což je scintilační materiál užívaný ve fyzice vysokých energií.